# Paragigagnathus molestus
Paragigagnathus molestus är en spindeldjursart som först beskrevs av Kolodochka 1989.  Paragigagnathus molestus ingår i släktet Paragigagnathus och familjen Phytoseiidae. Inga underarter finns listade i Catalogue of Life.